# Chiroderma villosum
Chiroderma villosum (Peters, 1860) è un pipistrello della famiglia dei Fillostomidi diffuso nell'America centrale e meridionale.

## Descrizione

### Dimensioni
Pipistrello di piccole dimensioni, con la lunghezza della testa e del corpo tra 62 e 79 mm, la lunghezza dell'avambraccio tra 42 e 47 mm, la lunghezza del piede tra 10 e 16 mm, la lunghezza delle orecchie tra 16 e 20 mm e un peso fino a 28 g.

### Aspetto
La pelliccia è lunga e leggermente lanosa, cosparsa di lunghi peli. Le parti dorsali variano dal grigio al grigio-brunastro, con i singoli peli tricolori. Una striscia dorsale più chiara si estende dalla zona tra le spalle fino alla groppa. Il muso è corto e largo. La foglia nasale è ben sviluppata, lanceolata, con la punta lateralmente crestata e con la porzione inferiore separata dal labbro superiore. Due strisce chiare ben distinte sono presenti su ogni lato del viso, la prima si estende dall'angolo esterno della foglia nasale fino a dietro l'orecchio, mentre la seconda parte dall'angolo posteriore della bocca e termina alla base del padiglione auricolare. Gli occhi sono grandi. Le orecchie sono marroni chiare, corte, larghe, ben separate tra loro e con l'estremità arrotondata. Il trago è lungo circa un terzo del padiglione auricolare e di forma triangolare. Le ali sono attaccate posteriormente sui metatarsi. È privo di coda, mentre l'uropatagio è ampio e ricoperto densamente di peli sulla superficie dorsale.  Il cariotipo è 2n=26 FN=48.

## Biologia

### Comportamento
Si rifugia nelle cavità degli alberi.

### Alimentazione
Si nutre di frutta.

### Riproduzione
Sono presenti almeno due stagioni riproduttive.

## Distribuzione e habitat
Questa specie è diffusa dal Messico sud-orientale, attraverso tutta l'America centrale fino al Brasile sud-occidentale e la Bolivia centrale.
Vive in ambienti umidi e foreste tropicali sempreverdi fino a 500 metri di altitudine.

## Tassonomia
Sono state riconosciute 2 sottospecie:
- C.v.villosum: Perù centrale e orientale, Bolivia settentrionale, Venezuela, Guyana, Suriname, Guyana francese, Brasile centrale e settentrionale, isola di Tobago;
- C.v.jesupi (J. A. Allen, 1900): Messico sud-orientale, Belize, Guatemala, Honduras, El Salvador, Nicaragua, Costa Rica, Panama, Colombia occidentale e orientale, Ecuador nord-occidentale e orientale.

## Conservazione
La IUCN Red List, considerato il vasto areale e la tolleranza a diversi tipi di habitat, classifica C.villosum come specie a rischio minimo (Least Concern)).